# بوستنای
بوستنای (عبری : בוסתאני) اولین راس جالوت بعد از سلطه اعراب بر بابل بود. وی پسر حنانیا و از سلاله داوود پادشاه بود. نام او از آرامی شدن واژه فارسی بوستان گرفته شده‌است. خلیفه عمر بن خطاب آنقدر برای بوستنای احترام قائل بود که دختر خسرو دوم پادشاه ساسانی را برای ازدواج به او داد. ولیکن بنا به نظر آبراهام ابن داوود، این دختر یزدگرد سوم آخرین پادشاه ساسانی بود که با بوستنای ازدواج کرد. بر این اساس این ازدواج ممکن است به دست علی و نه به دست عمر صورت گرفته باشد. بنا بر روایاتی علی با گئون ایزاک صمیمانه برخورد کرد. از این رو ممکن است که او روابط خوبی با راس جالوت نیز داشته بوده باشد ولیکن اطلاعات کاملی در این زمینه وجود ندارد. در واقع مقام راس جالوت با آمدن بوستنای قدرت گرفت و به جایگاه مهمی در تبیین زندگی یهودیان تبدیل شد.

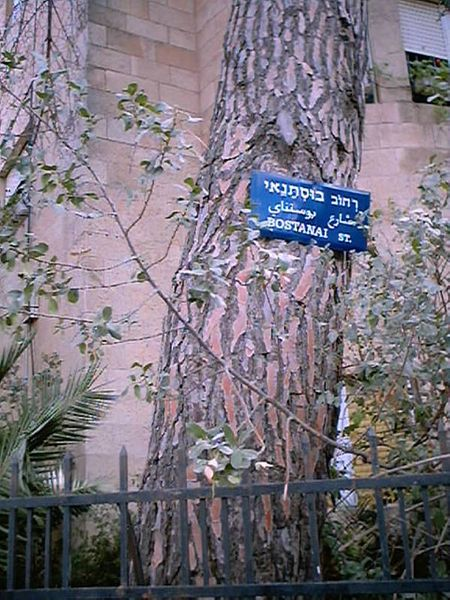
خیابان بوستنای در اورشلیم.

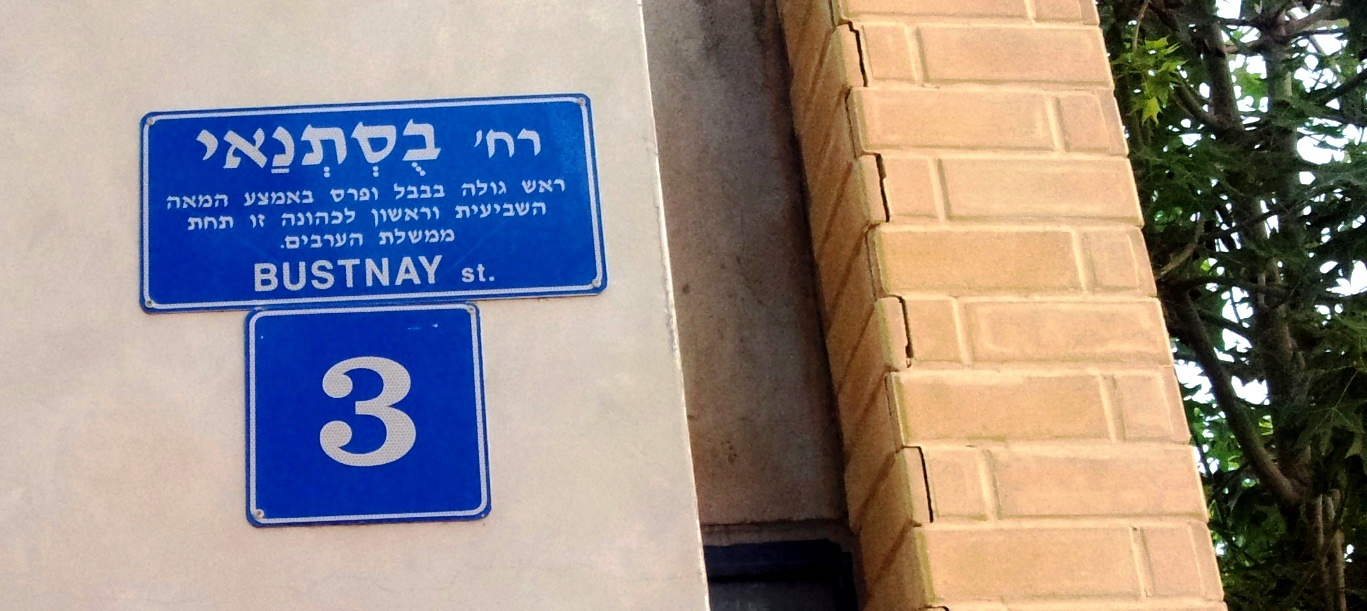
خیابان بوستنای در تل آویو.

## اختلاف در بین بازماندگان
رابطه بین بوستنای و همسر او که شاهزاده ایرانی بود (که نام او "دارا" بوده‌است) دارای سرانجام بدی بود. بوستنای با او زندگی میکرد بدون اینکه با او ازدواج کرده باشد و بر اساس قوانین یهودیان باید بوستنای اول نامه آزادی او را از بردگی دریافت میکرد.
بعد از مرگ بوستنای پسران او اصرار کردند که شاهزاده و پسرانی که از او زاده شدند همچنان برده هستند و از این رو حق مالکیت ندارند. نظر قاضیها دارای اختلاف بود و در نهایت تصمیم گرفتند که اگر فرزندان دیگر بوستنای به شاهزاده و پسرانش نامه آزادی بدهند مشکل حل می‌شود. این تصمیم به این دلیل گرفته شد که آن‌ها گفتند که احتمال زیاد بوستنای با این زن ازدواج کرده بوده‌است با اینکه هیچ مدرک و سندی از آن وجود ندارد.
با این وجود نسل شاهزاده ایرانی تا 300 سال بعد توسط یهودیان به رسمیت شناخته نشد.

## افسانه ها
افسانه زیر در مورد بوستنای آمده است : آخرین پادشاه پارسی هرمزد با یهودیان بسیار بد بود و تصمیم گرفت که نسل داوود را از بین ببرد و از این افراد کسی غیر از یک زن که شوهرش کشته شده بود و قرار بود به زودی زایمان کند وجود نداشت. شاه خواب دید که در یک باغ زیبا (بوستان) است که در آن در حال نابود کردن درختان و شاخه‌ها است. سپس او قصد دارد یک ریشه کوچک را با تبرش از بین ببرد در حالی که یک مرد پیر تبر او را از وی گرفته و ضربه ای به او میزند که تقریباً او را میکشد. مرد پیر میگوید :"تو تمام درختان بوستان من را نابود کردی و حالا میخواهی آخرین ریشه را نیز از بین ببری؟ حقیقتاً سزای تو این است که نامت از زمین محو شود" در این زمان شاه وعده کرد که از آخرین درخت حفاظت کند. یکی از یهودیان این خواب را تعبیر کرده و به پادشاه گفت که درختها نمایانگر نسل داوود هستند و آن ریشه باقی‌مانده این زن و بچه ای است که در شکم اوست. آن مرد پیری که دیدی داوود نبی بود که تو به او قول دادی که نسل او را حفظ کنی. این زن توسط پادشاه بخشیده شد و در دربار اتاقی گرفت. نام او به همین دلیل بوستنای قرار داده شد. این داستان توسط ربی شریرا گائون نقل شده‌است که خود نیز از نسل بوستنای است.
نام دارا شاهزاده ایرانی در متون مسیحیان به عنوان دختر خسرو آمده است. در این داستانها تمامی نسل بوستنای حرامزاده تلقی شدند زیرا همسر او یک برده بوده و نباید اجازه داده میشد که این مقام مهم را به دست آورد. با این وجود راس جالوتهایی که پس از بوستنای بودند از نسل شاهزاده ایرانی نبودند. دلیل دیگر تنفر بقیه یهودیان از نسل بوستنای این بود که عنان بن دیوید، که فرقه قرائیم را ایجاد کرد، از نسل وی بود.

## در اسرائیل
خیابانی در اورشلیم در محله کتامون به نام بوستنای است.